# 洛法斯格洛里 (北卡羅萊納州)
洛法斯格洛里（英語：Loafers Glory）是位於美國北卡羅萊納州米切爾縣的非建制地區。

## 地理
洛法斯格洛里所處的海拔為高於海平面705米（即2313英呎），而該地所採用的時區為UTC-5，即北美东部时区（EST）。同時該地設有夏令時間，為UTC-5調快一小時，即UTC-4（EDT）。